# Oberes Schloss Arnstorf

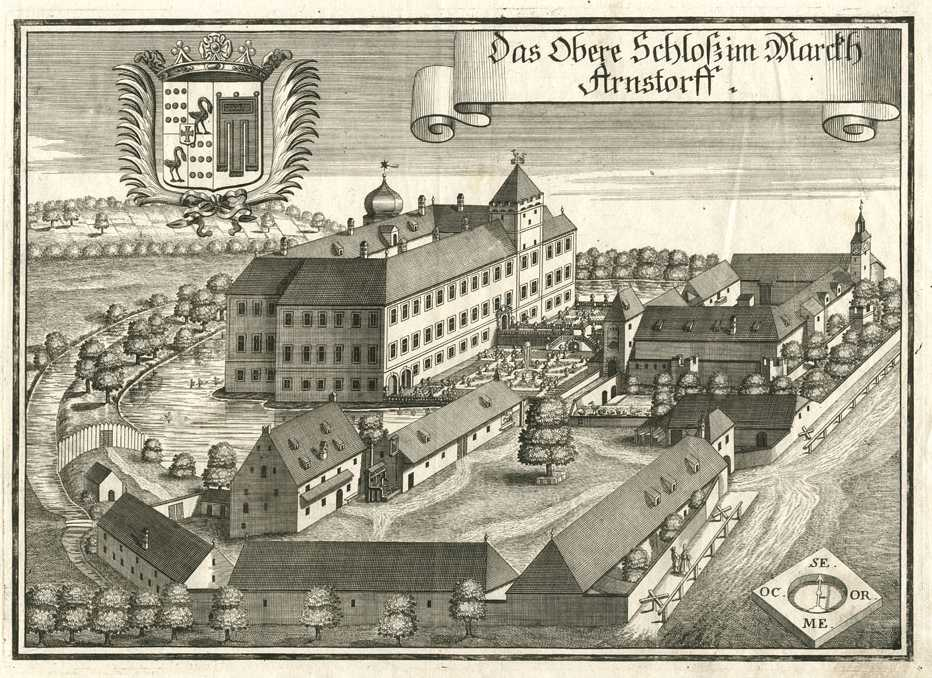
Oberes Schloss Arnstorf nach einem Stich von Michael Wening (1721)

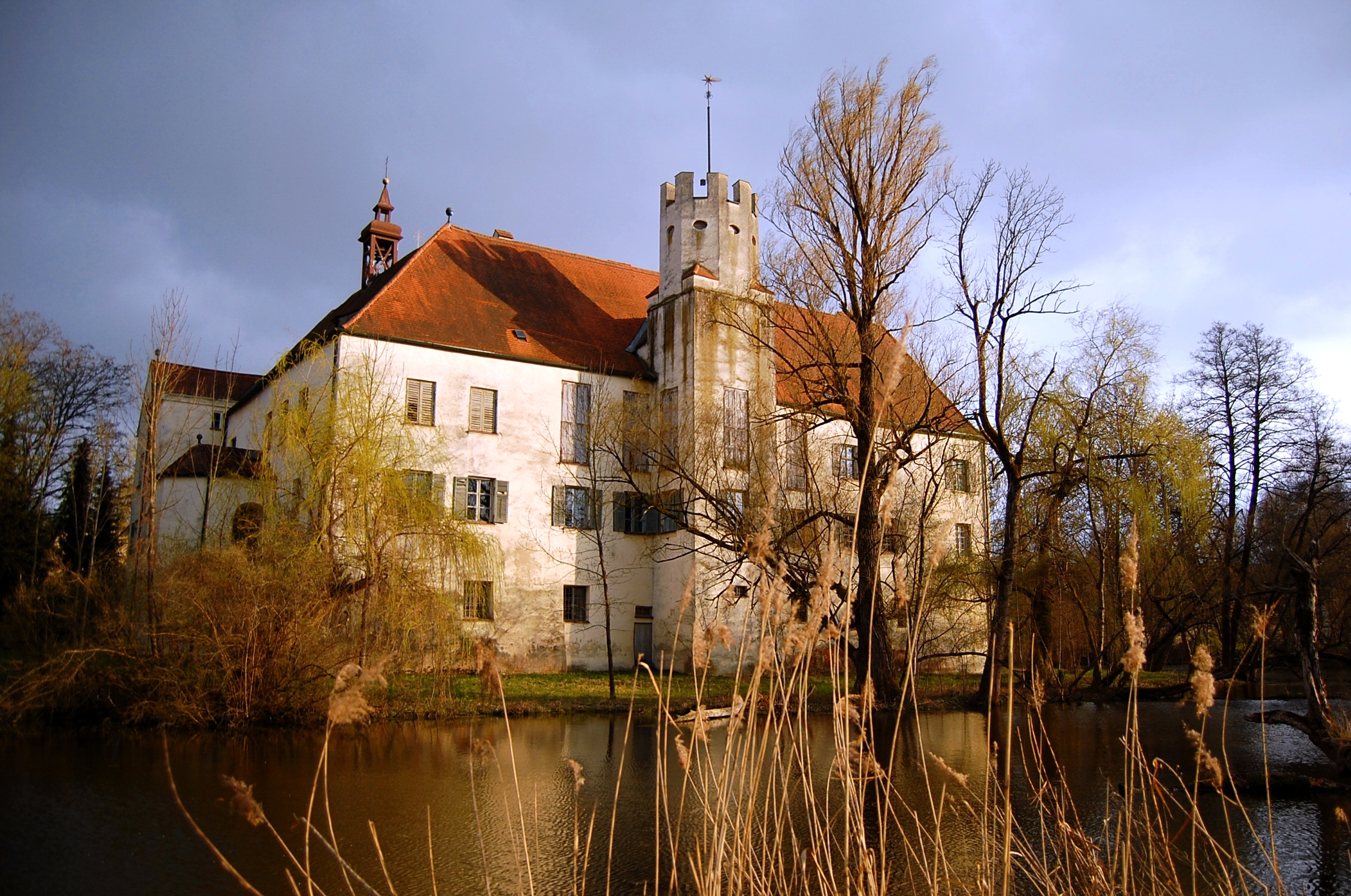
Nordseite des Oberen Schlosses Arnstorf, Niederbayern

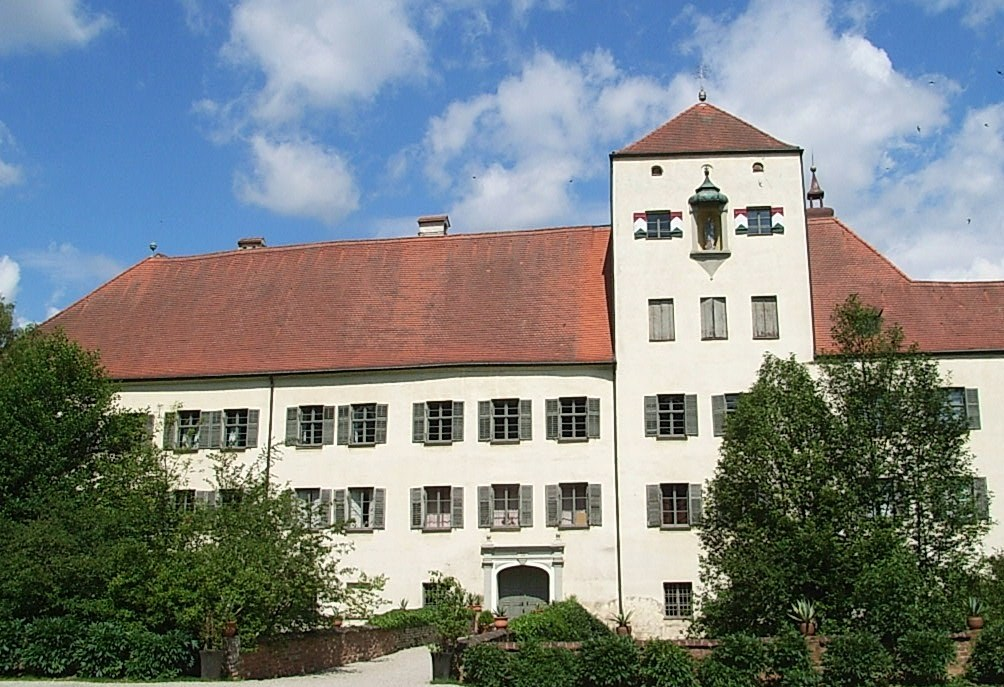
Oberes Schloss in Arnstorf, Niederbayern

Das Obere Schloss Arnstorf ist ein Wasserschloss aus dem 16. und 17. Jahrhundert in Arnstorf im Landkreis Rottal-Inn, Niederbayern. Es steht unter Denkmalschutz (Aktennummer D-2-77-111-19) und ist außerdem als Bodendenkmal (D-2-7442-0028) eingetragen. Die Anlage umfasst unter anderem unterirdische Befunde und Funde, die auf eine mittelalterliche und frühneuzeitliche Nutzung hinweisen, einschließlich der Reste einer Vorburg, eines Wirtschaftshofs, einer Hofmühle sowie eines Wassergrabens und Gartenanlagen.

## Geschichte
Die Ursprünge des Oberen Schlosses reichen ins 15. Jahrhundert zurück, als die Reichsfreiherren von Closen die ehemalige Wasserburg in einen repräsentativen Adelssitz umgestalteten.
- 16./17. Jahrhundert: Ausbau des Schlosses unter der Familie von Closen.
- 1614: Teilung des Besitzes unter zwei Erben, wobei das Obere Schloss zunächst gemeinsamer Besitz blieb.
- 1636: Wolf Jacob von Closen erwarb das Schloss vollständig.
- 1714: Gestaltung des Kaisersaals und eines zweiten Prunkraums mit mythologischen Szenen durch Melchior Steidl. Steidl, ein bedeutender Freskant, war mit der Barockkunst Roms vertraut und arbeitete an führenden Fürstenhöfen.
- 1715: Umgestaltung der Schlosskapelle St. Katharina durch Melchior Steidl, einschließlich eines Deckenfreskos.
- 1847: Das Schloss ging durch Heirat in den Besitz der Grafen Deym über.
- 19. Jahrhundert: In einem der Prunkräume wurde ein privates Theater eingebaut, das dem Zeitgeist des 19. Jahrhunderts entsprach.[1]

## Baubeschreibung
Das Obere Schloss ist eine spätgotische, wasserumgebene Anlage. Es besteht aus einem Vierflügelbau mit Arkadengang im Erdgeschoss, der im 16. und 17. Jahrhundert errichtet wurde.
- Schlosskapelle: Im Nordostflügel befindet sich die katholische Schlosskapelle St. Katharina, die 1715 durch Melchior Steidl umgestaltet wurde.
- Kaisersaal: Der Kaisersaal, signiert von Melchior Steidl (1714), ist mit mythologischen Szenen geschmückt.
- Prunkräume: Zwei repräsentative Räume, darunter ein mit mythologischen Szenen ausgestalteter Saal und ein kleinerer Raum mit einem später eingebauten Theater.
- Wassergraben: Der ursprüngliche Wassergraben ist auf drei Seiten erhalten.
- Eingangsturm und Gotische Halle: Diese Bauteile stammen aus der Zeit um 1300 und wurden im Zuge der Umbauten von 1627 bis 1700 in die heutige Anlage integriert.
- Nebengebäude: Zum Schloss gehören Teile der historischen Brauerei, ein Torgebäude, das Schreinereigebäude und das ehemalige Braumeisterwohnhaus.

### Umgebung
- Lage: Das Schloss liegt westlich des Marktes Arnstorf, umgeben von einer Mauer und einem Tor.
- Kollbach: Nordwestlich grenzt die Kollbach an das Schlossgelände.
- Gartenanlage: Im 19. Jahrhundert wurde der Wirtschaftshof in eine Vorfahrt und Gartenanlage umgestaltet.
- Reitergruppe des hl. Georg: Im Innenhof des Schlosses steht eine Reitergruppe des hl. Georg, die Johann Christoph Bendl zugeschrieben wird und ursprünglich vom ehemaligen Hochaltar der Pfarrkirche stammt.

Die bauliche und funktionale Einheit des Schlossbezirks blieb bis heute erhalten.